# 周神助
周神助（1941年7月20日—）牧師，南投縣人，擁有超過47年的傳道經驗，台灣基督長老教會出身，退休前曾擔任台北靈糧堂的主任牧師34年。
2011年7月24日上午於台大體育場的聯合感恩禮拜中，正式把主任牧師一職交棒予區永亮牧師。

## 生平簡歷[2]
- 1941年7月20日出生於南投縣名間鄉。
- 自祖父輩開始信主，周神助牧師七手足中有三位皆是牧師；兩個兒子也皆為牧師，長子周巽光牧師曾任約書亞樂團團長與次子周巽正牧師為現任台北靈糧堂主任牧師。
- 1959年，18歲參加夏令營重生得救。
- 1963年，22歲於政治大學畢業。
- 1964年，23歲擔任國中教師。
- 1965年，24歲開始服事於「校園福音團契」，至1977年擁有12年的時間。
- 1971年9月26日，30歲與莊碧明結婚。
- 1977年起擔任台北靈糧堂主任牧師。
- 2011年，70歲從主任牧師退休，轉任靈糧全球使徒性網絡主席。
- 2013年4月，接任佳音廣播電台董事長一職。[3]